# Міхал Холева
Міхал Холева (пол. Michał Cholewa, нар. 24 грудня 1980, Катовиці) — польський письменник-фантаст, вчений-інформатик та діяч польського фандому.

## Біографія
Міхал Холева народився в Катовицях в сім'ї відомого польського перекладача фантастики Пьотра Холеви. З дитинства під впливом батька захопився фантастикою, і вже з 1995 року він став членом Сілезького клубу фантастики. Після завершення навчання в загальноосвітній школі він навчався на математичному факультеті Сілезького університету в Катовицях. 6 червня 2013 року Міхал Холева захистив докторську дисертацію в Інституті теоретичної та прикладної інформатики Польської академії наук на тему «Основні сферичні функції як основа для апроксимації сигналу в обмеженому діапазоні». Працює Міхал Холева у цьому ж інституті, де захистив свою докторську дисертацію.
Літературний дебют Міхала Холеви відбувся в 2008 році, коли в антології «Епідемії та зарази» (пол. Epidemie i zarazy) опубліковано його оповідання «Вогнище 11» (пол. Ognisko 11). Після цього письменник публікував свої твори в журналах «Science Fiction, Fantasy i Horror» та «Nowa Fantastyka», а також антологіях фантастичних творів. У 2012 році Холева видав свій перший роман «Гамбіт» (пол. Gambit), а вже наступного року видав наступний роман «Точка перерізу» (пол. Punkt cięcia). За наступний свій роман «Форта» (пол. Forta) Міхал Холева отримав Меморіальну премію імені Януша Зайделя за 2014 рік, а також срібну відзнаку премії імені Єжи Жулавського за 2015 рік. Наступний роман письменника «Інвіт» (пол. Inwit) номінувався на премію імені Зайделя за 2016 рік. У 2018 році вийшов наступний роман письменника «Сенте» (пол. Sente). Усі романи Міхала Холеви, а також більшість оповідань відносяться до циклу творів «Алгоритм війни», який відноситься до жанру військової фантастики, й дія в якомму відбувається у майбутньому, в якому люди ведуть війну із ними ж створеними кібернетичними організмами.

### Цикл «Алгоритм війни»
- Гамбіт (пол. Gambit, 2012)
- Точка перерізу (пол. Punkt cięcia, 2013)
- Форта (пол. Forta, 2014)
- Інвіт (пол. Inwit, 2016)
- Відлуння (пол. Echa, збірка оповідань, 2017)
- Сенте (пол. Sente, 2018)

### Оповідання
- Вогнище 11 (пол. Ognisko 11, 2008)
- Наука на службі (пол. Nauka w służbie, 2011)
- Втеча (пол. Ucieczka, 2011)
- Полювання на патріотичну устрицю (пол. Polowanie na Patriotyczną Ostrygę, 2013)
- Переслідування (пол. Pościg, 2018)